# Bézaudun-les-Alpes
Pour les articles homonymes, voir Bezaudun.
Ne doit pas être confondu avec Bézaudun-sur-Bîne.
Bézaudun-les-Alpes est une commune française située dans le département des Alpes-Maritimes, en région Provence-Alpes-Côte d'Azur.

## Géographie

### Localisation
Commune située à 6 km de Coursegoule et de Bouyon.

### Géologie et relief
Commune membre du Parc naturel régional des Préalpes d'Azur.
Montagne du Cheiron.

### Sismicité
Commune située dans une zone de sismicité moyenne.
- Le tremblement de terre de 1887 à Bézaudun-les-Alpes

### Hydrographie et les eaux souterraines
La Cagne (fleuve).
Le Bouyon traverse la commune d'ouest en est.
La source de La Gravière est captée à Bézaudun Les Alpes.

### Climat
Pour des articles plus généraux, voir Climat de Provence-Alpes-Côte d'Azur et Climat des Alpes-Maritimes.
En 2010, le climat de la commune est de type climat méditerranéen altéré, selon une étude du Centre national de la recherche scientifique s'appuyant sur une série de données couvrant la période 1971-2000. En 2020, Météo-France publie une typologie des climats de la France métropolitaine dans laquelle la commune est exposée à un climat méditerranéen et est dans la région climatique Var, Alpes-Maritimes, caractérisée par une pluviométrie abondante en automne et en hiver (250 à 300 mm en automne), un très bon ensoleillement en été (fraction d’insolation > 75 %), un hiver doux (8 °C) et peu de brouillards.
Pour la période 1971-2000, la température annuelle moyenne est de 11,7 °C, avec une amplitude thermique annuelle de 15,2 °C. Le cumul annuel moyen de précipitations est de 1 092 mm, avec 5,5 jours de précipitations en janvier et 3,8 jours en juillet. Pour la période 1991-2020, la température moyenne annuelle observée sur la station météorologique de Météo-France la plus proche, « Levens », sur la commune de Levens à 12 km à vol d'oiseau, est de 12,9 °C et le cumul annuel moyen de précipitations est de 982,1 mm. 
La température maximale relevée sur cette station est de 35,1 °C, atteinte le 28 juin 2019 ; la température minimale est de −7,8 °C, atteinte le 6 février 2012,,.
Les paramètres climatiques de la commune ont été estimés pour le milieu du siècle (2041-2070) selon différents scénarios d'émission de gaz à effet de serre à partir des nouvelles projections climatiques de référence DRIAS-2020. Ils sont consultables sur un site dédié publié par Météo-France en novembre 2022.

### Voies de communications et transports

#### Voies routières
- RD 8 vers Coursegoule et vers Bouyon

#### Transports en commun
- Transport en Provence-Alpes-Côte d'Azur

Réseau Envibus des transports publics de la Communauté d'agglomération Sophia Antipolis.

### Intercommunalité
Commune membre de la Communauté d'agglomération de Sophia Antipolis.

## Urbanisme

### Typologie
Au 1er janvier 2024, Bézaudun-les-Alpes est catégorisée commune rurale à habitat dispersé, selon la nouvelle grille communale de densité à 7 niveaux définie par l'Insee en 2022.
Elle est située hors unité urbaine. Par ailleurs la commune fait partie de l'aire d'attraction de Nice, dont elle est une commune de la couronne,. Cette aire, qui regroupe 100 communes, est catégorisée dans les aires de 200 000 à moins de 700 000 habitants,.

### Occupation des sols
L'occupation des sols de la commune, telle qu'elle ressort de la base de données européenne d’occupation biophysique des sols Corine Land Cover (CLC), est marquée par l'importance des forêts et milieux semi-naturels (100 % en 2018), une proportion identique à celle de 1990 (100 %). La répartition détaillée en 2018 est la suivante : 
milieux à végétation arbustive et/ou herbacée (67,2 %), forêts (20,9 %), espaces ouverts, sans ou avec peu de végétation (11,9 %).
L'évolution de l’occupation des sols de la commune et de ses infrastructures peut être observée sur les différentes représentations cartographiques du territoire : la carte de Cassini (XVIIIe siècle), la carte d'état-major (1820-1866) et les cartes ou photos aériennes de l'IGN pour la période actuelle (1950 à aujourd'hui).

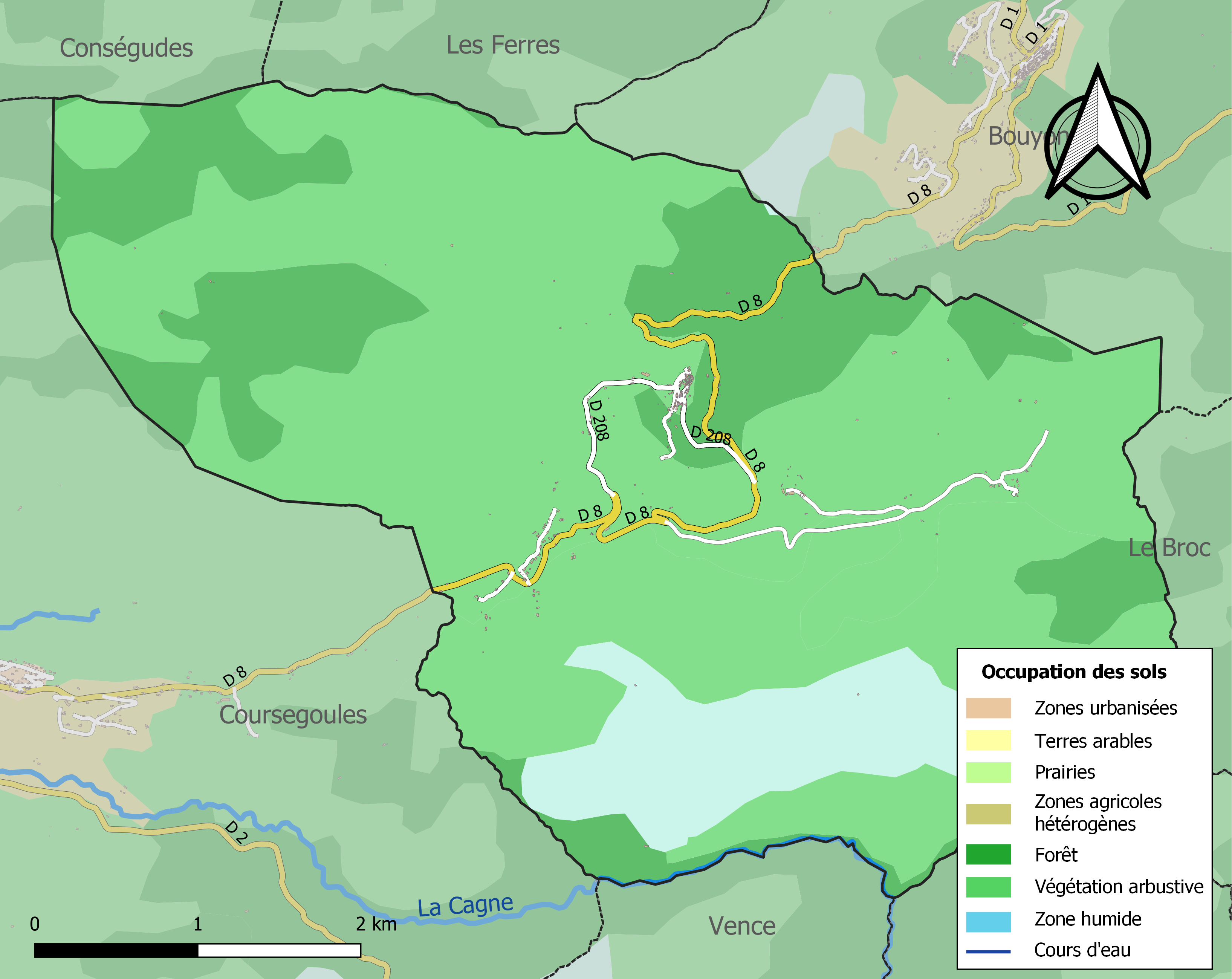
Carte de l'occupation des sols de la commune en 2018 (CLC).

## Histoire
Le village apparaît dans un écrit de 1150 sous le nom de "Besaldu", et en 1200, comme "Castrum de Bezauduno".
La seigneurie a appartenu à Romée de Villeneuve. De son testament de décembre 1250 on peut comprendre que cette terre a d'abord appartenu, au moins en partie, à son frère aîné ou son neveu Arnaud. Il avait dû racheter leur part avant de vendre le fief à l'évêque de Vence.
En 1233, l'évêque de Vence échange le fief à Romée de Villeneuve contre une partie de Coursegoules.
Raymond Laugier devient seigneur de Bézaudun en 1236.
Louis Grimaldi de Beuil, évêque de Vence, vend en 1576 les dîmes, fours et moulins pour 600 florins.
Le 17 octobre 1793, les troupes sardes franchissent l'Estéron et attaquent Bézaudun pendant la bataille de Gilette.

## Élection
À la suite de l'élection de mars 2014, le  maire est Jean-Paul Arnaud. Il succède à Pierre Dupont.

## Politique et administration
| Période                                  | Période  | Identité         | Étiquette | Qualité  |
| ---------------------------------------- | -------- | ---------------- | --------- | -------- |
| Les données manquantes sont à compléter. |          |                  |           |          |
| mars 2014                                | En cours | Jean-Paul Arnaud | SE        | Retraité |

## Population et société

### Démographie

#### Évolution démographique
Ses habitants sont appelés les Bézaudunois.
L'évolution du nombre d'habitants est connue à travers les recensements de la population effectués dans la commune depuis 1793. Pour les communes de moins de 10 000 habitants, une enquête de recensement portant sur toute la population est réalisée tous les cinq ans, les populations de référence des années intermédiaires étant quant à elles estimées par interpolation ou extrapolation. Pour la commune, le premier recensement exhaustif entrant dans le cadre du nouveau dispositif a été réalisé en 2006.

En 2022, la commune comptait 260 habitants, en évolution de +7,44 % par rapport à 2016 (Alpes-Maritimes : +2,85 %, France hors Mayotte : +2,11 %).
| 1793 | 1800 | 1806 | 1821 | 1831 | 1836 | 1841 | 1846 | 1851 |
| ---- | ---- | ---- | ---- | ---- | ---- | ---- | ---- | ---- |
| 210  | 213  | 218  | 227  | 234  | 222  | 205  | 201  | 224  |

| 1856 | 1861 | 1866 | 1872 | 1876 | 1881 | 1886 | 1891 | 1896 |
| ---- | ---- | ---- | ---- | ---- | ---- | ---- | ---- | ---- |
| 219  | 209  | 199  | 170  | 146  | 136  | 131  | 127  | 124  |

| 1901 | 1906 | 1911 | 1921 | 1926 | 1931 | 1936 | 1946 | 1954 |
| ---- | ---- | ---- | ---- | ---- | ---- | ---- | ---- | ---- |
| 122  | 111  | 110  | 72   | 83   | 84   | 82   | 75   | 71   |

| 1962 | 1968 | 1975 | 1982 | 1990 | 1999 | 2006 | 2011 | 2016 |
| ---- | ---- | ---- | ---- | ---- | ---- | ---- | ---- | ---- |
| 65   | 64   | 61   | 80   | 87   | 143  | 178  | 223  | 242  |

| 2021 | 2022 | - | - | - | - | - | - | - |
| ---- | ---- | - | - | - | - | - | - | - |
| 258  | 260  | - | - | - | - | - | - | - |

## Économie

### Entreprises et commerces

#### Agriculture, élevage
- Élevage de porcins[23].
- Haras, élevage de chevaux[24].

#### Tourisme
- Gîtes ruraux à Bouyon, Coursegoules[25].

#### Commerces
- Commerce de proximité.

## Culture locale et patrimoine

### Lieux et monuments
Patrimoine religieux :
- L'église paroissiale est dédiée à la Nativité de la Vierge[26],[27]. Elle est modeste. Son clocher est surmonté d'un petit campanile.
- La chapelle Notre-Dame-du-Peuple[28],[29],[30], au sud du village, remaniée. C'était un lieu de pèlerinage pour les villages de l'Estéron[31].
- La chapelle Saint-Roch-et-Saint-Sébastien, chapelle double située à l'entrée du village au croisement de deux routes[32], actuellement en vente[33].
- Tombes anciennes[34].
- Monument aux morts[35] : Conflit commémoré : Guerre franco-allemande de 1914-1918[36].

Autres patrimoines :
- Sites de Pierraufret nord[37] et Pierraufret sud[38].
- La tour, reste de l'ancien château[39]. Le château a dû être construit entre 1224 et 1231. Il est cité pour la première fois en 1232 comme castrum. Il a dû être construit par des membres de la noblesse locale, vassaux des seigneurs de Vence, qui s'opposait au comte de Provence et à son capitaine Romée de Villeneuve. Ce dernier en prend possession et le transmet à l'évêque de Vence en 1233. Le château a été agrandi au XVIIe siècle. Les évêques de Vence le possède jusqu'à la Révolution.
- La porte haute, vestige de l'enceinte du village.
- Les restes d'une maison-forte au lieu-dit la Vigie.
- L'enceinte du Mouton d'Anou au sud-est du territoire de Bézaudun[40].

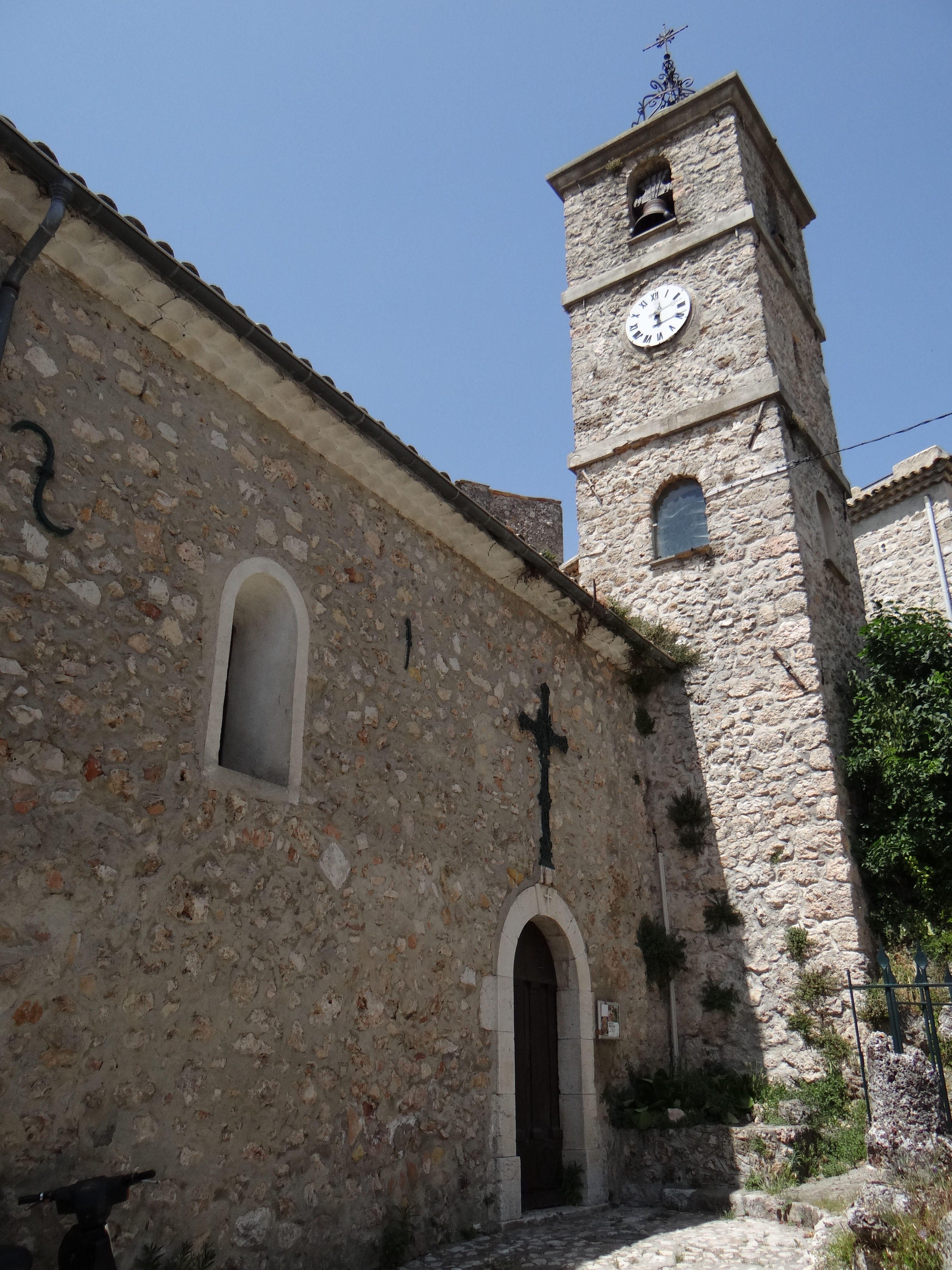
L'église paroissiale et son clocher.
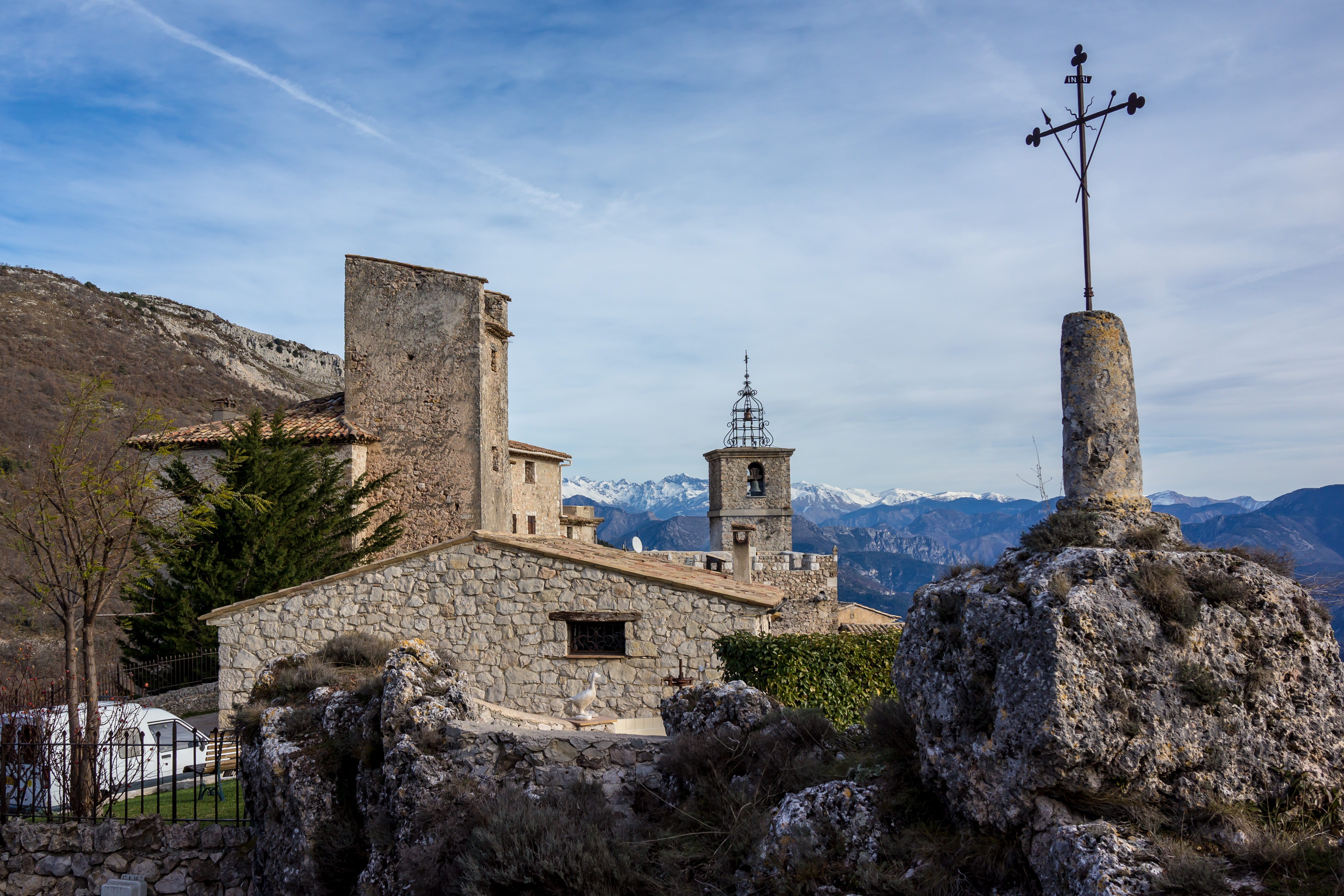
L'église Nativité de la Vierge.
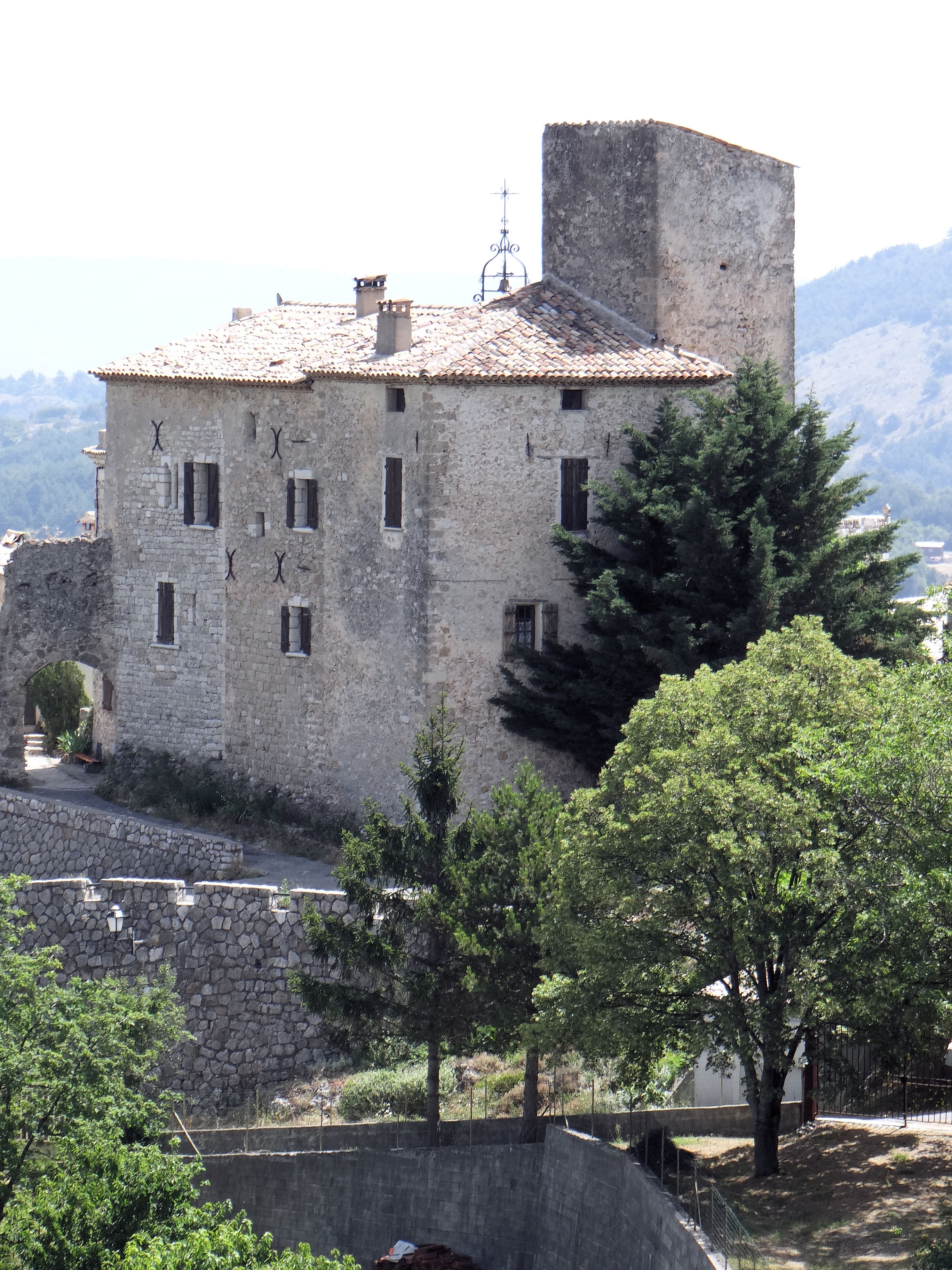
La tour de l'ancien château et la porte haute.
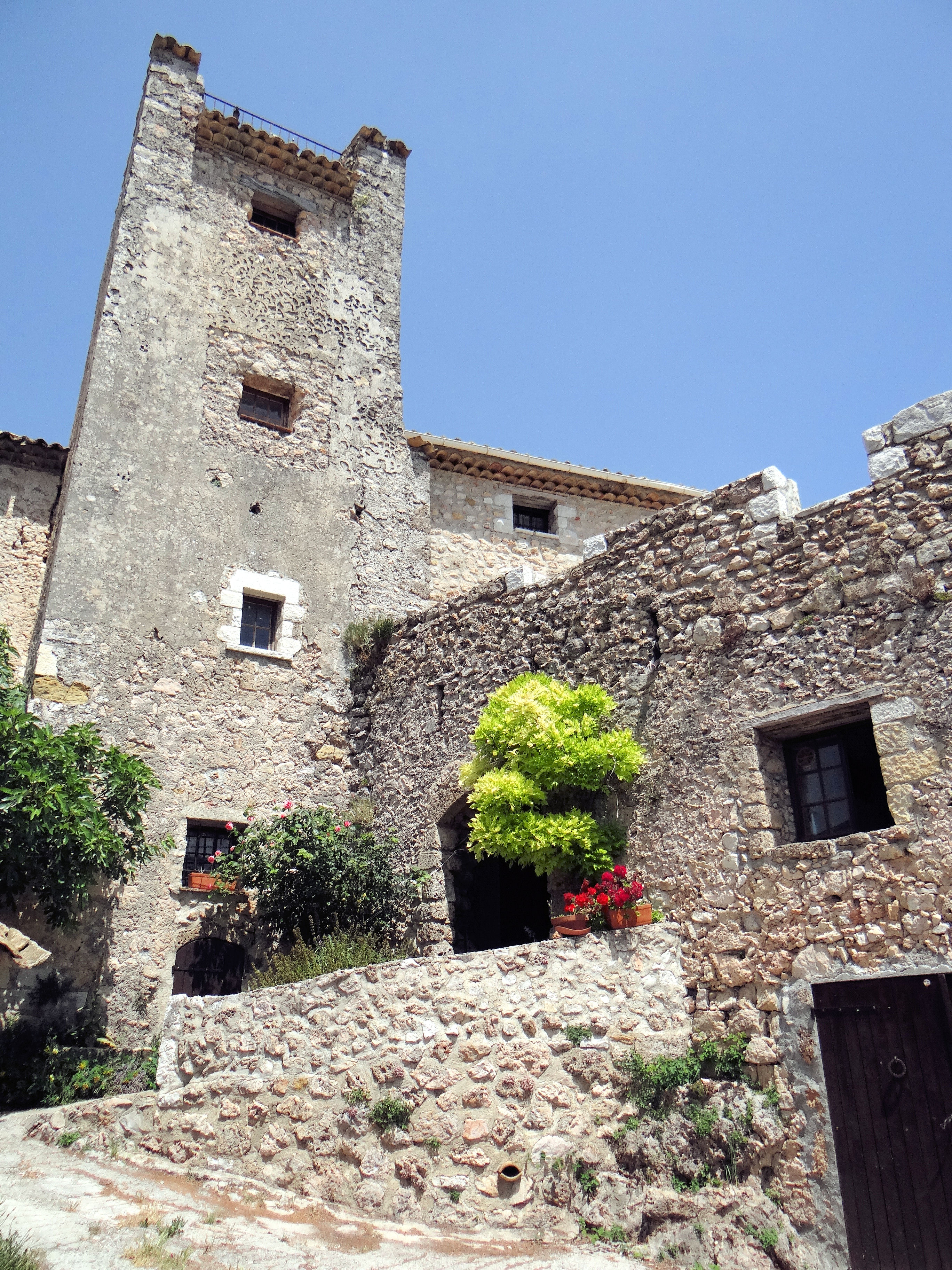
La tour de l'ancien château.
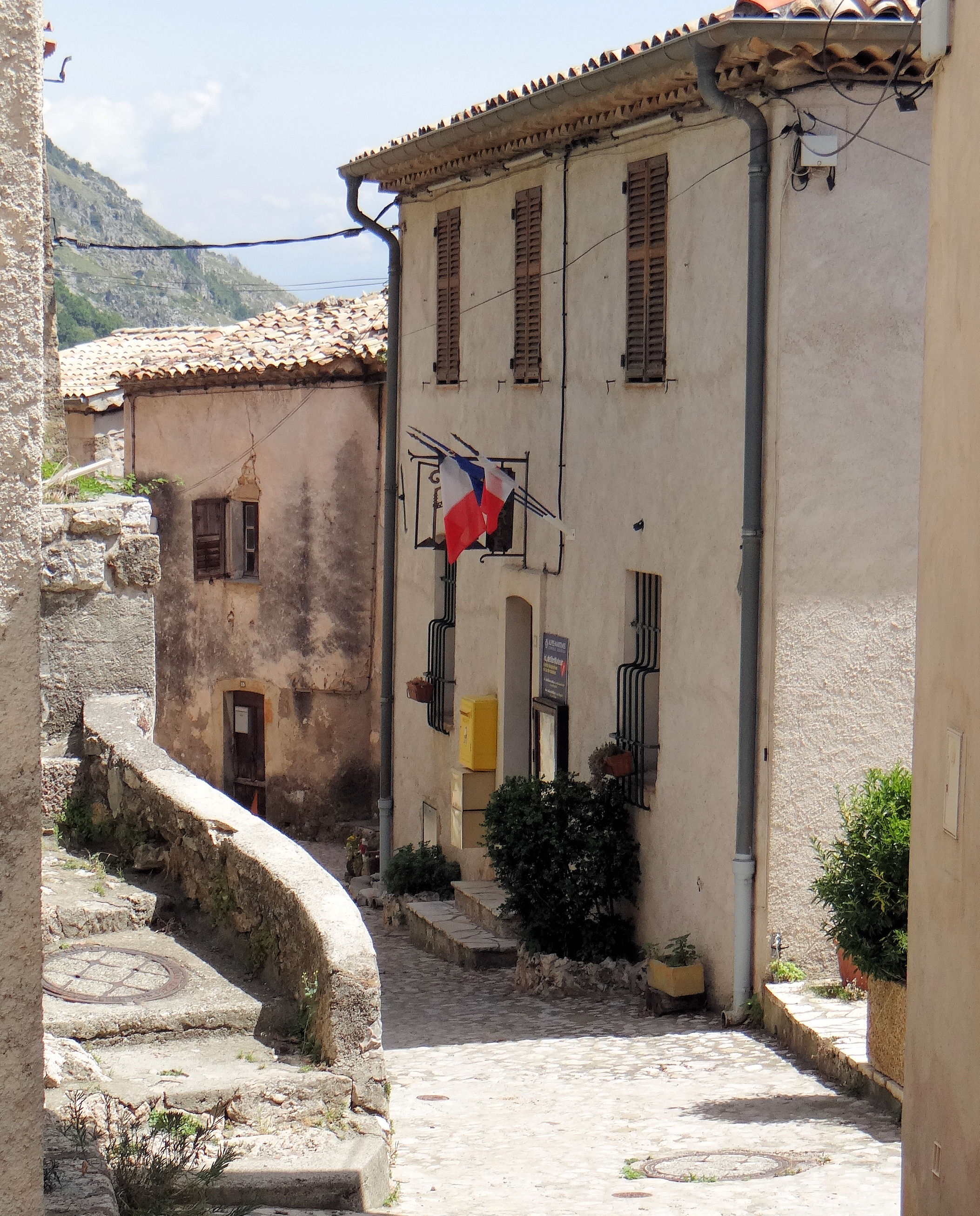
La rue haute et la mairie.
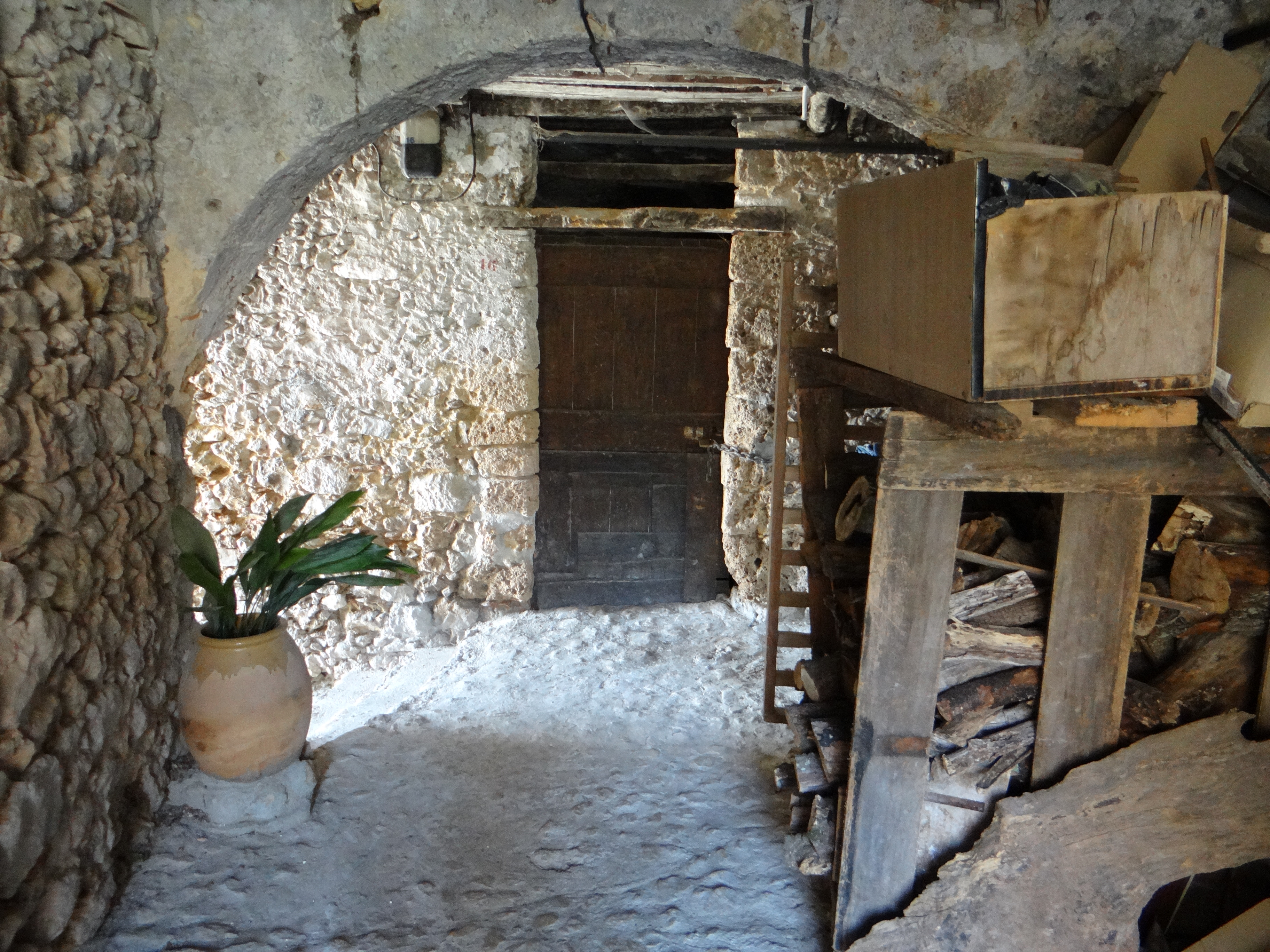
Un passage voûté.
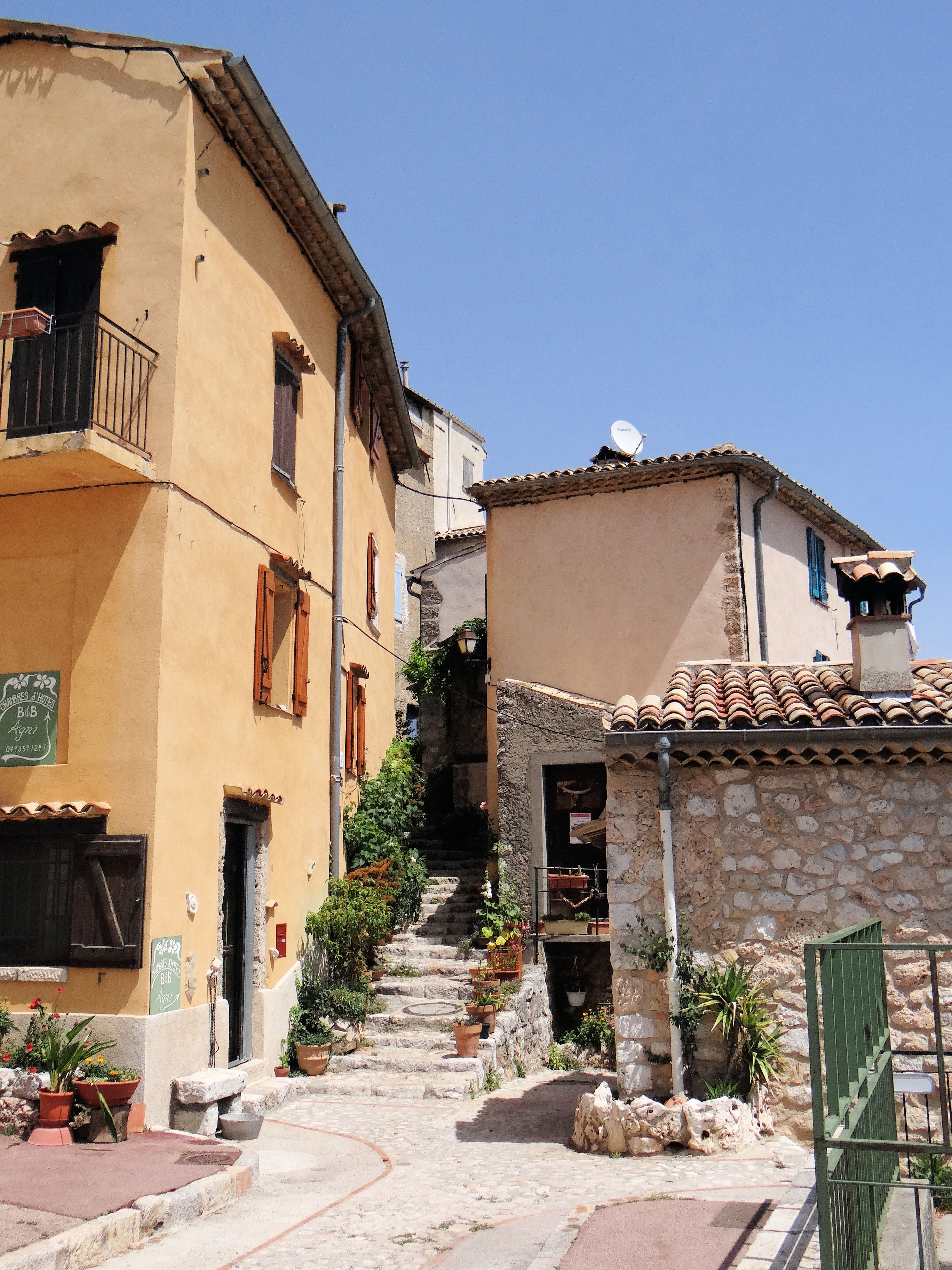
Rue basse.
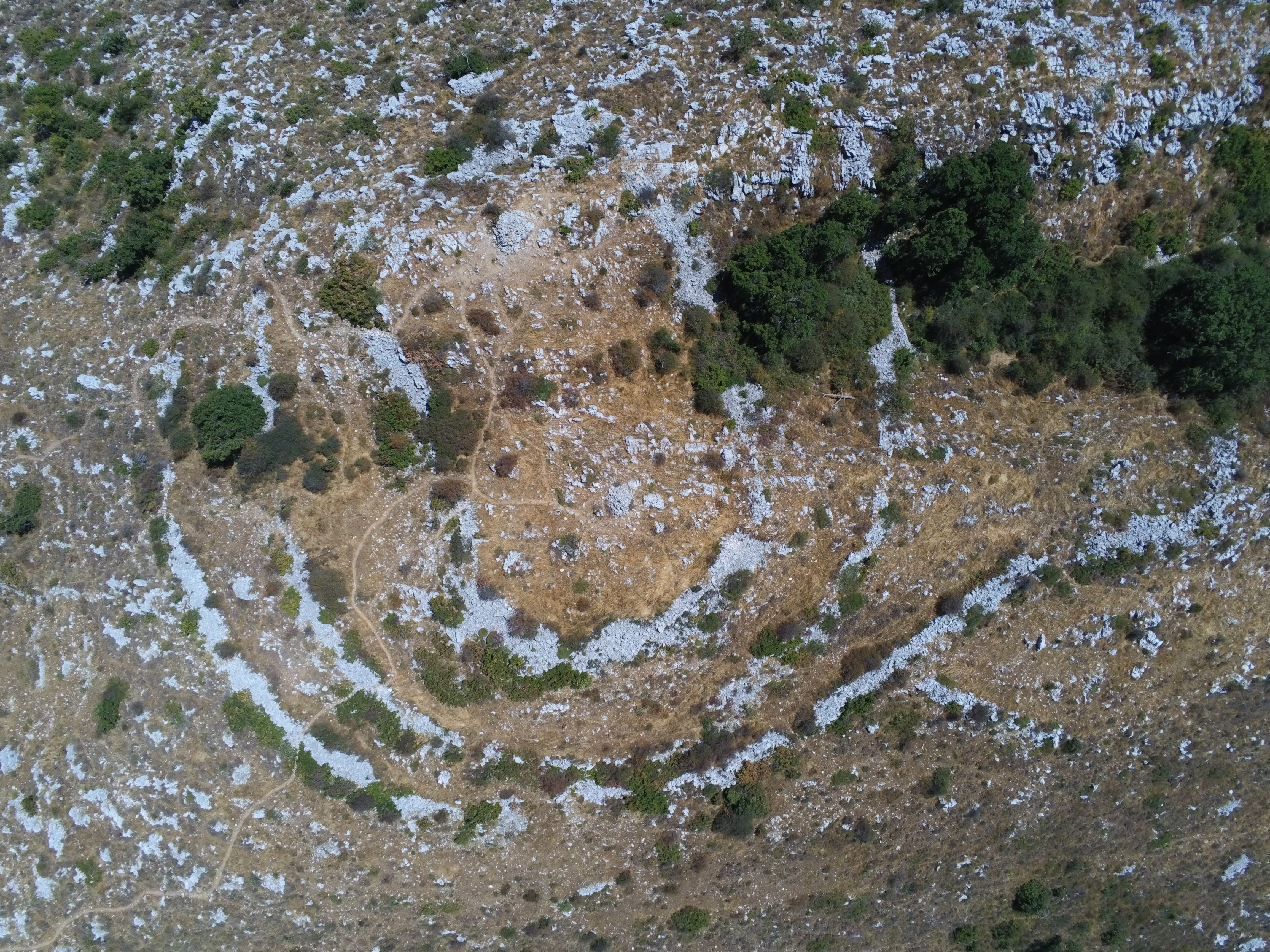
Enceinte du Mouton d'Anou

### Héraldique
| Blason de Bézaudun-les-Alpes | Blason  | D’azur à la tour d’argent ouverte ajourée et maçonnée de sable, senestrée d’une crosse d’or. |
| Blason de Bézaudun-les-Alpes | Détails | Le statut officiel du blason reste à déterminer.                                             |